# Units per Avançar
Units per Avançar («Unidos para Avanzar»; también denominado Els Units o simplemente Units) es un partido político español de ámbito catalán que se define como un partido «humanista, catalanista y democristiano».

## Historia
Promovido por antiguos cargos de la extinta Unió Democràtica de Catalunya (UDC) y otras personas de su entorno, Units per Avançar se presentó públicamente en Barcelona el 19 de junio de 2017. En su convención fundacional, celebrada en octubre de ese mismo año, propuso formar una alianza electoral junto al Partido de los Socialistas de Cataluña (PSC) y otros sectores del catalanismo no independentista. Se definió como un movimiento democrático con la voluntad de servir a los ciudadanos de Cataluña y dispuesto a recoger lo mejor del catalanismo, del centro político, del federalismo europeo y del pensamiento político humanista socialcristiano.
En noviembre selló un acuerdo con el PSC de cara a las elecciones al Parlamento de Cataluña de diciembre que supuso la incorporación a la lista socialista de miembros del partido democristiano. Ramon Espadaler, tras ser elegido diputado, fue nombrado miembro de la dirección del grupo parlamentario 'PSC-Units'.
En noviembre de 2018 el Consell Nacional de Units per Avançar aprobó la hoja de ruta para las elecciones municipales de España de 2019 en la que descartó cualquier alianza con independentistas y con anticatalanistas (en los que englobaba al Partido Popular y a Ciudadanos) y en la que se reafirmó en la "relación preferente" que mantenía con el PSC, aunque sin descartar presentarse en solitario en algunos municipios junto con agrupaciones independientes. Al mes siguiente rechazó integrarse en la candidatura a la alcaldía de Barcelona del ex primer ministro socialista francés Manuel Valls, apoyada por Ciudadanos, a pesar de que Eva Parera, exsenadora de Convergència i Unió por UDC y miembro de Units, hubiera dado apoyo público a Valls e incluso hubiera participado en algún acto con él.
En enero de 2019 llegó a un acuerdo con Coalición Canaria para presentar una candidatura conjunta en las elecciones europeas del 26 de mayo. Finalmente, pidió el voto para Coalición por una Europa Solidaria, candidatura integrada, entre otros partidos, por Coalición Canaria y el Partido Nacionalista Vasco.
De cara a Elecciones al Parlamento de Cataluña de 2021 Units per Avançar se presentan integrados en 
Partido de los Socialistas de Cataluña. Ramon Espadaler consiguió ser diputado, siendo nombrado conseller de Justícia i Qualitat Democràtica en el gobierno socialista encabezado por Salvador Illa en el marco de la Decimoquinta legislatura del Parlamento de Cataluña.
En las Elecciones al Parlamento de Cataluña de 2024 Units per Avançar se volvieron a presentar integrados en 
Partido de los Socialistas de Cataluña. Saliendo escogidos como diputados Ramon Espadaler y Guillem Mateo.
En la tercera Convención Nacional, en noviembre de 2024, Ramon Espadaler fue reelegido Secretario General, Helena Isábal fue reelegida Presidenta y Guillem Mateo, fue escogido como Secretario de Organización y Comunicación.